# درودغاه (زيرراه)
درودغاه (بالفارسية: درودگاه) هي قرية تقع في إيران في قسم زيرراه الريفي. يقدر عدد سكانها بـ 2,640 نسمة .